# Bristol Beaufort
Pour les articles homonymes, voir Beaufort.
Le Bristol Beaufort est un avion militaire britannique de la Seconde Guerre mondiale. Pendant trois ans de 1940 à 1943, il fut le bombardier-torpilleur standard du Coastal Command.

## Conception
L'origine du projet date d'une note émise par le ministère de l'Air britannique sur la réalisation d'un monoplan torpilleur bimoteur.
Après la signature d'un contrat initial portant sur 78 exemplaires, Bristol fabriqua son prototype qui vola le 15 octobre 1938. Il s'agissait d'un monoplan à ailes moyennes entièrement métallique d'une forme et d'une structure typiques de la Bristol.
L'armement défensif de quatre mitrailleuses était réparti dans deux tourelles sur le dos et à l'avant de l'avion. La mise au point fut très longue et les premiers exemplaires furent livrés en décembre 1939.
955 Beaufort Mk.I et 166 Beaufort Mk.II furent produits.
Les Australiens construisirent également 700 Beaufort munis de moteurs Pratt et Whitney de 1 200 ch.

## Carrière
Robuste, rapide et bien armé, le Bristol Beaufort servit en mer du Nord, dans l'Atlantique et en Méditerranée en tant que bombardier-torpilleur et avion poseur de mines.

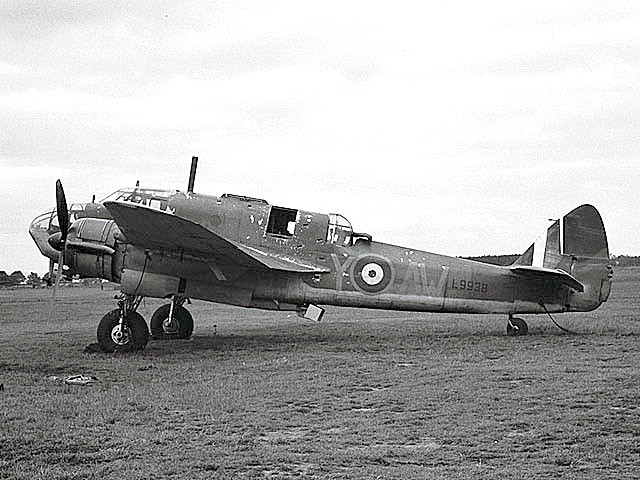
Un Bristol Beaufort du 42e escadron de la RAF.

Dans la nuit du 15 au 16 avril 1940 les Beaufort effectuèrent la première pose de mines du conflit et en mai lancèrent la première bombe de 906 kilos.
Ils luttèrent intensivement contre les convois de l'Axe Rome-Berlin en route vers l'Afrique à signaler parmi leurs nombreuses missions l'attaque des croiseurs de bataille allemands Scharnhorst et Gneisenau, et du croiseur lourd Prinz Eugen en février 1942.
À partir de 1943 les Beaufort furent petit à petit remplacés par leur cousin Bristol Beaufighter plus modernes.